# Jean Caminiatès
Jean Caminiatès est un écrivain byzantin du début du Xe siècle, auteur d'un unique ouvrage, Sur la prise de Thessalonique.
On connaît peu de chose de Caminiatès. Les indications de son livre peuvent laisser supposer qu'il est originaire de Thessalonique, ou qu'il s'y est installé avec sa famille alors qu'il était très jeune. On ignore de même s'il est d'origine slave (nombreux dans la région à l'époque) ou grecque. Il semble cependant indéniable qu'il appartient à une famille aisée. Son père est l'exarque ecclésiastique  de Grèce. Peu avant la prise de la ville, la famille de Jean Caminiatès cache un trésor, qui plus tard va leur sauver la vie. De plus, Caminiatès a reçu une éducation de lettré, son texte le démontre, et possède une importante culture classique et religieuse.
Il est membre du clergé, contrairement à son père qui est un laïc, et possède vraisemblablement la charge de kouboukleisios qui correspond à une dignité ecclésiastique importante dans l'administration patriarcale.
La prise de Thessalonique en 904 par des pirates musulmans venu du Levant est le sujet principal de son récit. Cet épisode a des conséquences importantes pour sa famille. En effet son père meurt en captivité, son fils aussi et sa femme, sa mère et ses autres enfants sont emmenés en Syrie tandis que lui est gardé à Tarse dans le but d'un éventuel échange. Une mission d'échange est menée vers 905/906 au nom de l'empereur Léon VI par l'écrivain et diplomate Léon Choirosphaktès. Sans en avoir la preuve absolue, il est plausible d'avancer que Jean Caminiatès est alors libéré. La date et les circonstances de sa mort ne sont pas connues.

## Sources
- Paolo Odorico, Thessalonique, Chroniques d'une ville prise, éditions Anacharsis, 2005.